# Лоренц, Клавс
Клавс Лоренц латыш.  Klāvs Lorencs (7 сентября 1885 — 21 августа 1971) — государственный и общественный деятель Латвии.

## Биография
Клавс Лоренц родился 7 сентября 1885 года в Либаве. Сын — киносценарист и актёр Виктор Лоренц.
Окончил Балтийскую школьную семинарию в Голдингене (Кулдиге). Принимал деятельное участие в Революции 1905 года, был одним из руководителей Лиепайской организации Латвийской социал-демократической рабочей партии. После ареста в 1913 году приговорён к ссылке в Западную Сибирь.
После возвращения в Латвию (1920) избирался депутатом Рижской думы и первых четырёх Сеймов Латвии (1922—1934), работал в правительстве Яниса Паулюкса министром благосостояния Латвийской Республики (1923).
После государственного переворота 15 мая 1934 года содержался в Лиепайском концентрационном лагере, освобождён в 1935 году.
Был одним из лидеров СРКПЛ. Во время Второй мировой войны работал в Латвийском Центральном совете.
После аннексии Латвии Советским Союзом в 1940 году, арестован и приговорён к десяти годам лагерных работ (1948). Освобождён в 1955 году
Умер 21 августа 1971 года в Риге, похоронен на Лесном кладбище.
В 2005 году издана автобиография Клавса Лоренца «Жизнь одного человека» («Kāda Cilvēka Dzīve»).